# Лукаш Враштіл
Лукаш Враштіл (чеськ. Lukáš Vraštil, нар. 10 березня 1994, Їлемниці) — чеський футболіст, захисник клубу «Сігма» (Оломоуць). Виступав також за низку чеських клубів. Володар Кубка Чехії.

## Клубна кар'єра
Лукаш Враштіл народився 1994 року в місті Їлемниці, та є вихованцем футбольної школи клубу «Млада Болеслав». У 2013 році Враштіл розпочав грати в основній команді клубу, в якій грав до 2014 року, після чого клуб віддав футболіста в оренду, спочатку до клубу «Усті-над-Лабем», а пізніше до клубу «Банік».
У 2016 році Лукаш Враштіл став гравцем клубу «Збройовка», в якому грав до 2019 року. З 2019 до 2022 року футболіст грав у складі клубу «Фастав» (Злін). З 2022 року Враштіл перейшов до складу клубу «Сігма» (Оломоуць). У складі команди в сезоні 2024—2025 років футболіст став володарем Кубка Чехії.

## Виступи за збірні
У 2009 році Лукаш Враштіл дебютував у складі юнацької збірної Чехії, загалом на юнацькому рівні взяв участь у 4 іграх. Протягом 2014—2017 років футболіст грав у складі молодіжної збірної Чехії. На молодіжному рівні зіграв у 6 офіційних матчах.

## Титули і досягнення
- Володар Кубка Чехії (1):

«Сігма» (Оломоуць): 2024–2025